# Pauline Adams
Pauline Adams fue una sufragista irlandesa-estadounidense que tomó un enfoque militante en la campaña y luego fue a la cárcel por sus creencias políticas.

## Primeros años
Adams nació en Dublín, Irlanda. Se mudó a los Estados Unidos en 1898, viviendo en el condado de Brunswick, Carolina del Norte, y más tarde se estableció en Norfolk (Virginia). Se casó con el médico de Norfolk, Walter J. Adams que estableció una práctica médica y ella dio a luz dos hijos.
La Liga de Sufragio por la Igualdad de Norfolk se organizó durante una reunión en su casa el 18 de noviembre de 1910. Fue elegida como primera presidenta de la Liga de Norfolk y trabajó dos períodos más antes de negarse a presentarse de nuevo. A diferencia de otros sufragistas, ella abogó por un enfoque militante, evitando la oportunidad de hablar de manera educativa durante la toma de posesión de Woodrow Wilson en Washington D. C., Su postura militante provocó una ruptura en la Liga de Norfolk y le valió una reprimenda de la sede de la Liga estatal en Richmond.

## Actividades sufragistas
En agosto de 1913, fue una de las 300 delegadas a una conferencia de sufragio en Washington D. C.; fue una de las tres miembros del Estado de Virginia.
Se convirtió en presidenta de la división de Norfolk de la Unión del Congreso para el Sufragio de la Mujer desde 1917 hasta 1920. Ella y otros doce piqueteros fueron arrestados «por intentar hacer alarde de sus banderas» frente al puesto de revisión de Woodrow Wilson antes de un desfile del Servicio Selectivo el 4 de septiembre de 1917. Eligieron la prisión en lugar de una multa de 25 dólares y fueron enviadas al asilo de Occoquan (Virginia), en el condado de Fairfax, Virginia. Adams pasó un tiempo en aislamiento, privada de artículos de aseo personal. El acalorado intercambio entre ella y el juez fue reportado de la siguiente manera:

La Srta. Pauline Adams, de Norfolk, Virginia, tuvo una charla animada con el juez. "Quiero decírselo", gritó la Srta.
Adams, "esa democracia nunca será suprimida por los muros de la prisión".
"Y quiero decirte", tronó el juez Pugh, "que el sufragio nunca se obtendrá mientras estos métodos de tu [sic] prevalezcan".
"Pero el presidente ha dicho..." dijo la Srta. Adams.
"Pero los tribunales dicen que no puedes", devolvió el juez.
"El presidente ha dicho", gritó la Srta. Adams, "que puedo hacer un piquete y la palabra del presidente es más alta que la de los tribunales".

"Veinticinco dólares o sesenta días", respondió el juez.

Después de ser liberada, ella y otras nueve personas fueron invitadas a una cena en la Casa Cameron en Washington D. C., Un periódico informa que a las detenidas les fueron cortados de todo contacto con el mundo exterior y no tenían libros o material de escritura durante su encarcelamiento. Fueron liberadas el 4 de noviembre de 1917.
En diciembre de 1917, ella y otras cinca «piquetes» presentaron un recurso contra la decisión del Tribunal de Policía, alegando que sus derechos habían sido «flagrantemente ignorados en el tribunal de primera instancia y que no se les había concedido un juicio justo e imparcial». El recurso tuvo éxito. El tribunal sostuvo que la información contra las sufragistas era demasiado vaga, general e incierta como para justificar una condena.

## Otras actividades
Adams era una defensora del idioma esperanto.
En 1913, inventó dos populares juegos de sufragio que se vendieron en Virginia y Maryland; los fondos recaudados se utilizaron para apoyar su trabajo de sufragista.
Después de la aprobación de la Decimonovena Enmienda a la Constitución de los Estados Unidos en agosto de 1920, buscó nuevos desafíos. Pasó el examen del colegio de abogados en 1921 y se convirtió en la segunda mujer en ejercer la abogacía en Norfolk. También se involucró en la política, trabajando en la campaña de Sarah Lee Fain y postulándose sin éxito para el consejo municipal. Murió en 1957 y fue enterrada en Norfolk.